# Carmara acidaliaria
Carmara acidaliaria är en fjärilsart som beskrevs av Walker 1866. Carmara acidaliaria ingår i släktet Carmara och familjen nattflyn. Inga underarter finns listade i Catalogue of Life.